# Cratere Eberswalde
Eberswalde  è un cratere sulla superficie di Marte.